# Большая Бутовская улица
Больша́я Бу́товская у́лица — улица на юго-западе Москвы в районе Южное Бутово ЮЗАО между Варшавским шоссе и Вокзальной площадью.

## Происхождение названия
Большая Бутовская улица названа 6 февраля 1986 года по расположению в местности Южное Бутово после объединения улицы Пушкина и Красногвардейской улицы рабочего посёлка Бутово.

## Описание
Проходит от Варшавского шоссе до Вокзальной площади. Между Большой Бутовской и Старонародной улицами расположен сквер Конструктора Симонова, названный в честь советского оружейника Сергея Симонова (1894—1986).

## Транспортное обслуживание
- ГУП Мосгортранс: автобусные маршруты № 18, 94, 108, 249, С53.
- Мострансавто: автобусный маршрут № 379.
- станция «Бутово» Курского направления МЖД (МЦД-2).

## Примечательные здания и сооружения

### По нечётной стороне
- № 3 — Усадьба Бутово.
- № 9 — Школа № 1355 с углублённым изучением экономики и информатики;
- № 13 — Управа района Южное Бутово ЮЗАО, социальный отдел;
- № 15 — Всероссийское добровольное пожарное общество;
- № 17 — Главное управление МВД по МО, управление по организации дознания.

### По чётной стороне
- № 2 — «Строй-Партнёр».